# Alexander von Benckendorff (diplomaat)

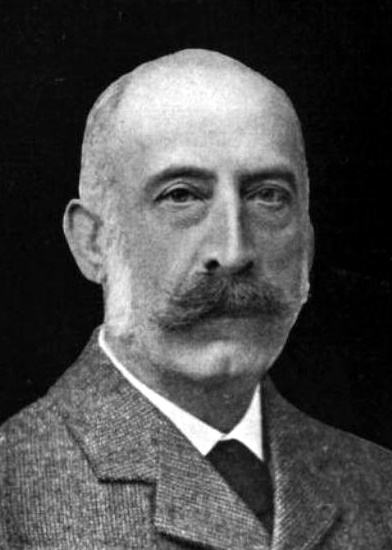
Alexander von Benckendorff

Alexander Konstantinovitsj graaf von Benckendorff (Russisch: граф Александр Константинович Бенкендорф) (Berlijn, 1 augustus 1849 - Londen, 11 januari 1917) was een Russische graaf en diplomaat.

## Achtergrond, opleiding en vroege carrière
Graaf Alexander Konstantinovitsj Benckendorff was de zoon van graaf Konstantin Konstantinovitsj Benckendorff (1816-1858) en gravin Luise Benckendorff, geb. prinses Von Croÿ (1825-1890).
Alexander Benckendorff was van Baltisch-Duitse afkomst, uit een Duits adellijk geslacht. Zijn voorouders kwamen uit Lijfland en bezaten uitgebreide landerijen en een van hen was burgemeester van Riga geweest. Zijn oudoom was generaal Alexander von Benckendorff (1783-1844), hoofd van de Russische geheime politie, die van tsaar Alexander I van Rusland de graventitel verkreeg. De kinderloze graaf vererfde zijn landerijen aan de vader van Alexander Benckendorff.
Alexander Benckendorff volgde onderwijs aan een privéschool in Parijs en trad in 1869 in Russische staatsdienst. Hij was attaché, eerst in Florence, en daarna in Rome. In 1876 nam hij ontslag en hij woonde gedurende tien jaar op zijn landgoederen in Rusland en in het buitenland. Op 16 oktober 1879 trouwde hij te Sint-Petersburg met gravin Sofia Sjoevalova (16 oktober 1857 - 28 mei 1928).

## Ambassadeur
In 1886 werd hij ambassade-secretaris in Wenen en diende onder de ambassadeurs prins Aleksej Lobanov-Rostovski en diens opvolger, graaf Pjotr Kapnist. In 1897 volgde zijn benoeming tot ambassadeur te Kopenhagen. Er bestonden warme relaties tussen Rusland en Denemarken, daar de moeder van de tsaar, een Deense was. Hij bleef Russisch ambassadeur in Kopenhagen tot 1903, toen hij werd benoemd tot ambassadeur in Londen.
De eerste jaren van zijn ambassadeurschap in Londen (1903-1905) waren er spanningen tussen Rusland en het Verenigd Koninkrijk, de bondgenoot van Japan, het land waarmee Rusland in oorlog was. De verslechterde verhoudingen tussen Engeland en Rusland werden uitgebuit door de Duitse keizer Wilhelm II, die tsaar Nicolaas II van Rusland verleidde tot het sluiten van een geheim militair verdrag tussen Rusland en Duitsland (Verdrag van Björkö), een verdrag dat nooit in werking trad, vanwege de Frans-Russische Alliantie. Mede dankzij graaf Benckendorff, die naar Kopenhagen ging om de moeder van de tsaar te bewegen om haar zoon te wijzen op de Russische verplichtingen jegens Frankrijk Kort hierna verbeterden de betrekkingen tussen Rusland en Engeland en kwam er in 1907 zelfs het Verdrag van Sint-Petersburg tot stand. Graaf Benckendorff was aanwezig bij de ondertekening van dit verdrag in Londen. In een later stadium kwam de Triple Entente tussen het Verenigd Koninkrijk, Frankrijk en Rusland tot stand.
De gematigd liberale en pro-Entente graaf Benckendorff was een graag geziene gast in de Londense society die geen gelegenheid voor bij liet gaan om de Russische trouw aan de Triple Entente te benadrukken.
Tijdens de juli-crisis van 1914 wees Benckendorff de plannen van de Britse minister van Buitenlandse Zaken Sir Edward Grey en de Duitse ambassadeur in Londen,  Karl Max von Lichnowsky, om het conflict tussen Oostenrijk-Hongarije en Servië te lokaliseren. Benckendorff wees Engeland op zijn verplichtingen om de Russische bondgenoot Servië te hulp te schieten tijdens een oorlog met Oostenrijk-Hongarije.
Alexander graaf von Benckendorff overleed begin 1917 op 67-jarige leeftijd te Londen. Als ambassadeur werd hij opgevolgd door Sergej Sazonov, die echter als gevolg van de Februarirevolutie nooit naar zijn post in Londen is vertrokken.

## Nakomelingen en familie
Alexander graaf von Benckendorff en gravin Sofia Sjoevalova hadden twee zoons en een dochter.
Zijn jongere broer Paul graaf von Benckendorff (1853-1921) was een generaal en hofmaarschalk van tsaar Nicolaas II van Rusland.